# Desert Killer
Desert Killer ist ein US-amerikanischer Kurzfilm von Larry Lansburgh aus dem Jahr 1952.

## Handlung
Der fünfjährige Surefoot ist nach dem Tod des Vaters Oberhaupt der Familie. Seine Mutter verkauft indianische Kunst und geflochtene Schalen am Straßenrand, doch hält selten ein Auto. Surefoot selbst ist Schafhirte. Da seine Schafe stets in Gefahr sind, von einem Puma gerissen zu werden, schafft sich Surefoot einen Hütehundwelpen an, doch muss er ihn auf Betreiben seiner Mutter weggeben: Die Familie hat bereits genug Mäuler zu stopfen. Surefoot schenkt das Tier seinem besten Freund, dem Pumajäger Marvin Glenn. Als Surefoots Schafherde von einem Puma angefallen wird, revanchiert sich Marvin. Er kommt mit seinem Sohn zur Herde. Am ersten Tag sucht er die Gegend nach dem Puma ab, kann ihn jedoch nicht entdecken. Am nächsten Morgen zeugen frische Spuren von der Anwesenheit des Pumas und tatsächlich spüren Marvins Jagdhunde das Tier in einem Baum auf. Zunächst will Marvin das Tier erschießen, entscheidet sich jedoch anders. Zusammen mit seinem Sohn gelingt es ihm, das Tier lebendig zu fangen. Wenig später sieht man Surefoot mit einem Werbeschild am Stand seiner Mutter. Auf ihm weist er darauf hin, dass man einen lebendigen Puma ansehen kann. Zahlreiche Touristen halten an, um das Tier, das in einem Käfig lebt, zu betrachten. Surefoots Mutter kann dabei ihre Waren verkaufen.

## Produktion
Desert Killer wurde in Technicolor in den Chiricahua Mountains in Arizona gedreht. Der Film erlebte 1952 seine Premiere und kam am 27. Juni 1953 in größerer Kopienzahl heraus. 

## Auszeichnungen
Desert Killer wurde 1953 für einen Oscar in der Kategorie „Bester Kurzfilm (eine Filmrolle)“ nominiert, konnte sich jedoch nicht gegen Light in the Window: The Art of Vermeer durchsetzen.